# Бутник Степан Данилович
Степан Данилович Бу́тник (нар. 4 січня 1874, Баришівка — пом. 3 липня 1952, Полтава) — український живописець і графік. Брат графіка Івана Бутника, батько мистецтвознавця Бориса Бутника-Сіверського.

## Біографія
Народився 23 грудня 1873 [4 січня 1874] року в містечку Баришівці (нині селище міського типу в Київській області, Україна).
Художньої освіти не мав. У 1890 році переїхав до Чернігова. У 1895 році від Переяславської ремісничої управи отримав дозвіл займатися малярським портретним ремеслом. З 1932 року жив у Полтаві. Помер у Полтаві 3 липня 1952 року.

## Творчість
Працював у галузі живопису та книжкової графіки. Автор портретів, пейзажів. Серед робіт:
живопис
- «Автопортрет» (1899);
- «Одна лишилася» (1902);
- «Спогади» (1905);
- «Невтішні вісті» (1905—1906);
- «Портрет доньки Оксани» (1906);
- «За працею» (1907);
- «Бабуся» (1908);
- «Портрет сина Бориса в чумацькому одязі» (1914—1915);
- «Портрет доньки Оксани» (1926);
- «Автопортрет» (1935);
- «Михайло Коцюбинський слухає лірника» (1940).

книжкові ілюстрації до
- читанки «Ясні зорі» (Полтава, 1918);
- дитячих книжок:
  - «Омелькова сімеєчка» (12 малюнків, 1927–1930);
  - «Сорока-білобока» (10 малюнків, 1930-ті).

Ним підготовлені до друку 100 невеликих листівок на сюжети українських  приказок, прислів'їв, загадок (кінець 1940-х — початок 1950-х років).
Автор ілюстрацій до творів:
- Івана Франка «Лисиця і дрозд» і «Лисичка-кума» (обидві — 1929);
- Михайла Коцюбинського «Подарунок на іменини», «Він іде», «Лялечка», «Ціпов'яз», «Сміх» (усі — 1938).

У 1918 році в Полтаві ним видано серію малюнків «Кобзарі і лірники».
Не видані заставки та ілюстрації до українських народних дум — «Сестра і брат», «Мати-удова», «Хведір Безрідний», «Маруся Богуславка», «Олексій Попович», «Три брати Озівські», «Козак-нетяга Фесько Ганжа Андибер» (усі — 1918—1919).
Твори художника експонувалися на виставках у Чернігові у 1899 році, Києві у 1904 році, Санкт-Петербурзі й Одесі у 1906 році. Окремі роботи зберігаються в Полтавському художньому музеї, Літературно-меморіальному музеї Михайла Коцюбинського в Чернігові.